# Clinacanthus nutans
Clinacanthus nutans är en akantusväxtart som först beskrevs av Nicolaas Laurens Nicolaus Laurent Burman, och fick sitt nu gällande namn av Gustav Lindau. Clinacanthus nutans ingår i släktet Clinacanthus och familjen akantusväxter. Utöver nominatformen finns också underarten C. n. robinsonii.

## Bildgalleri

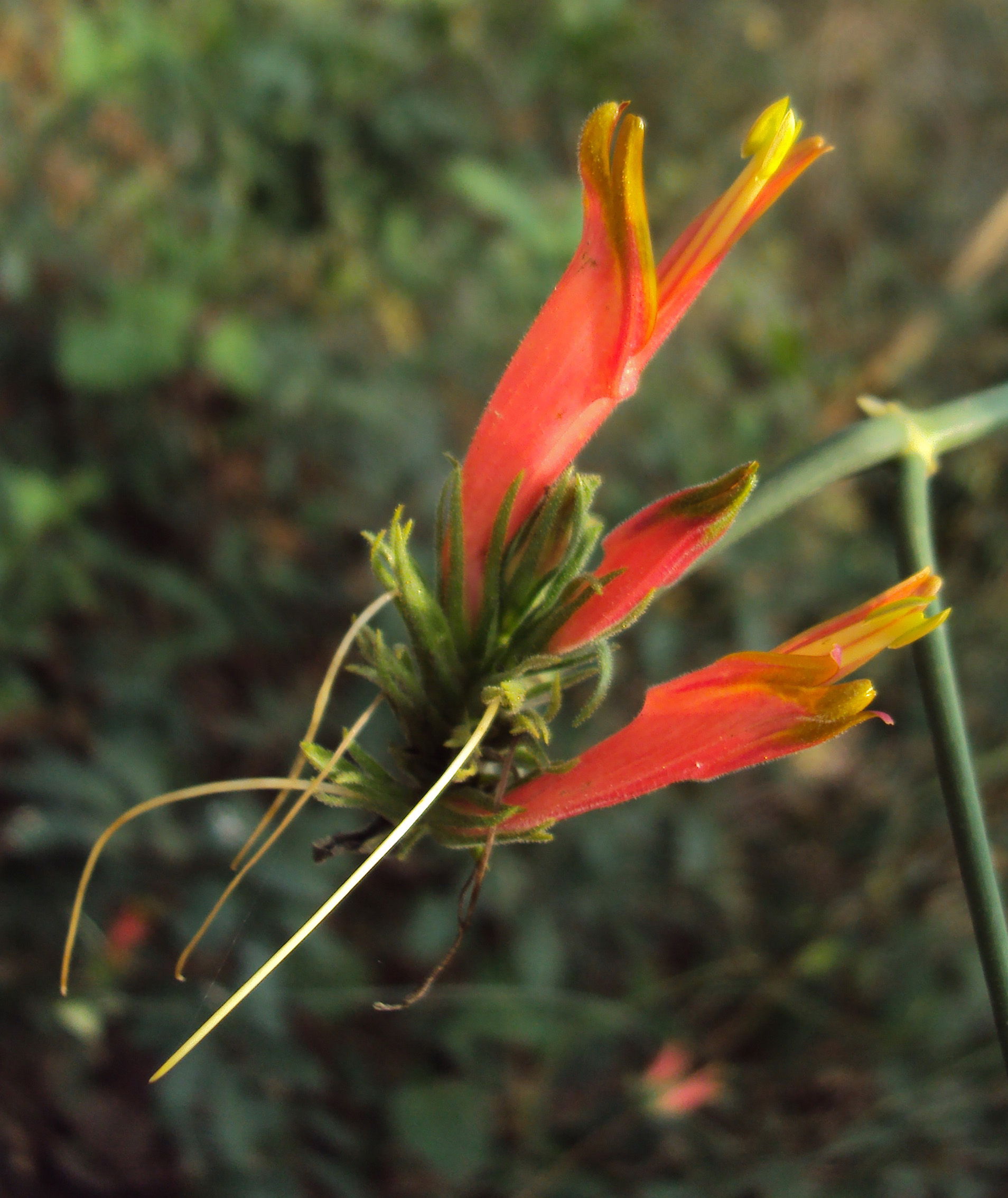
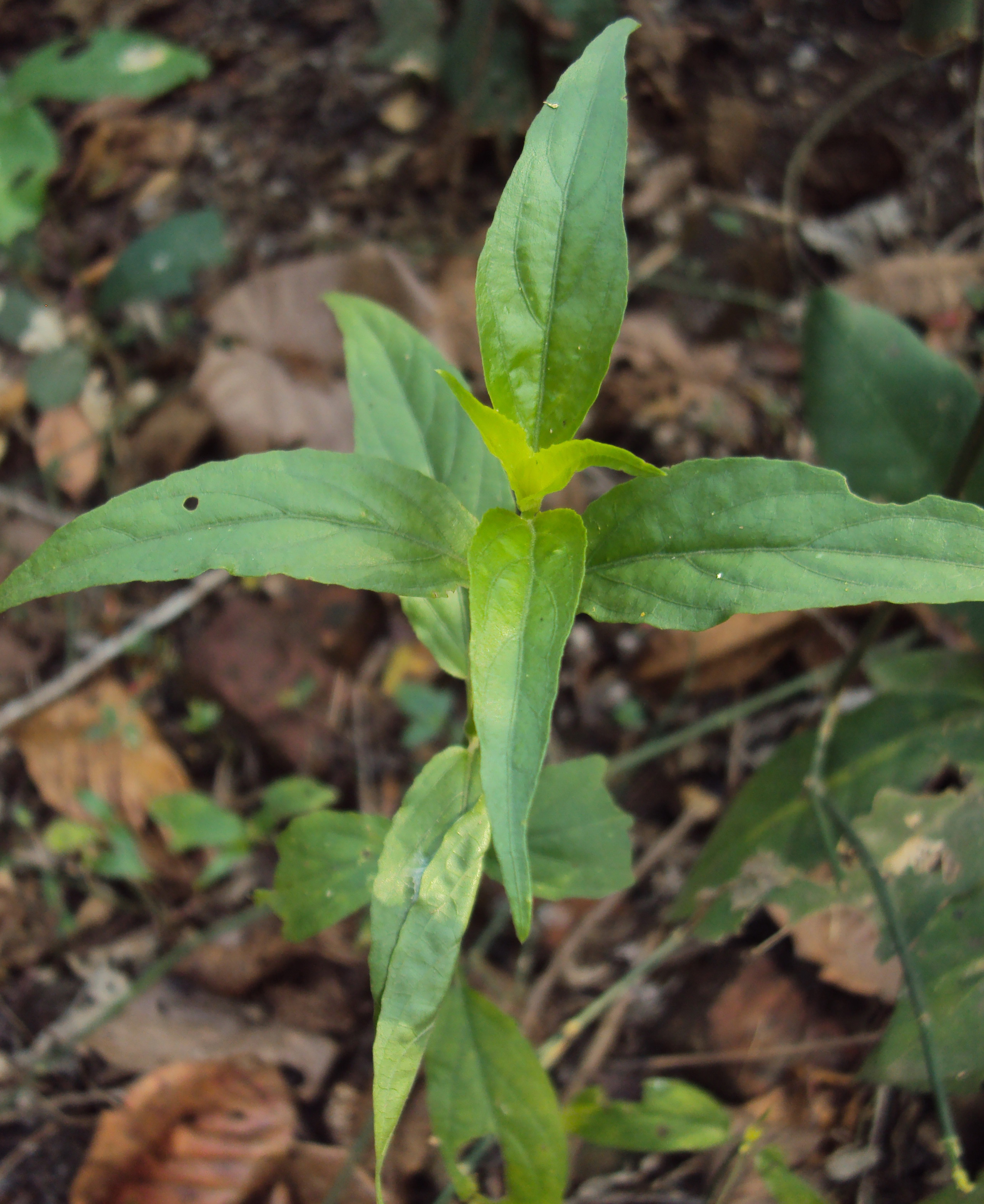
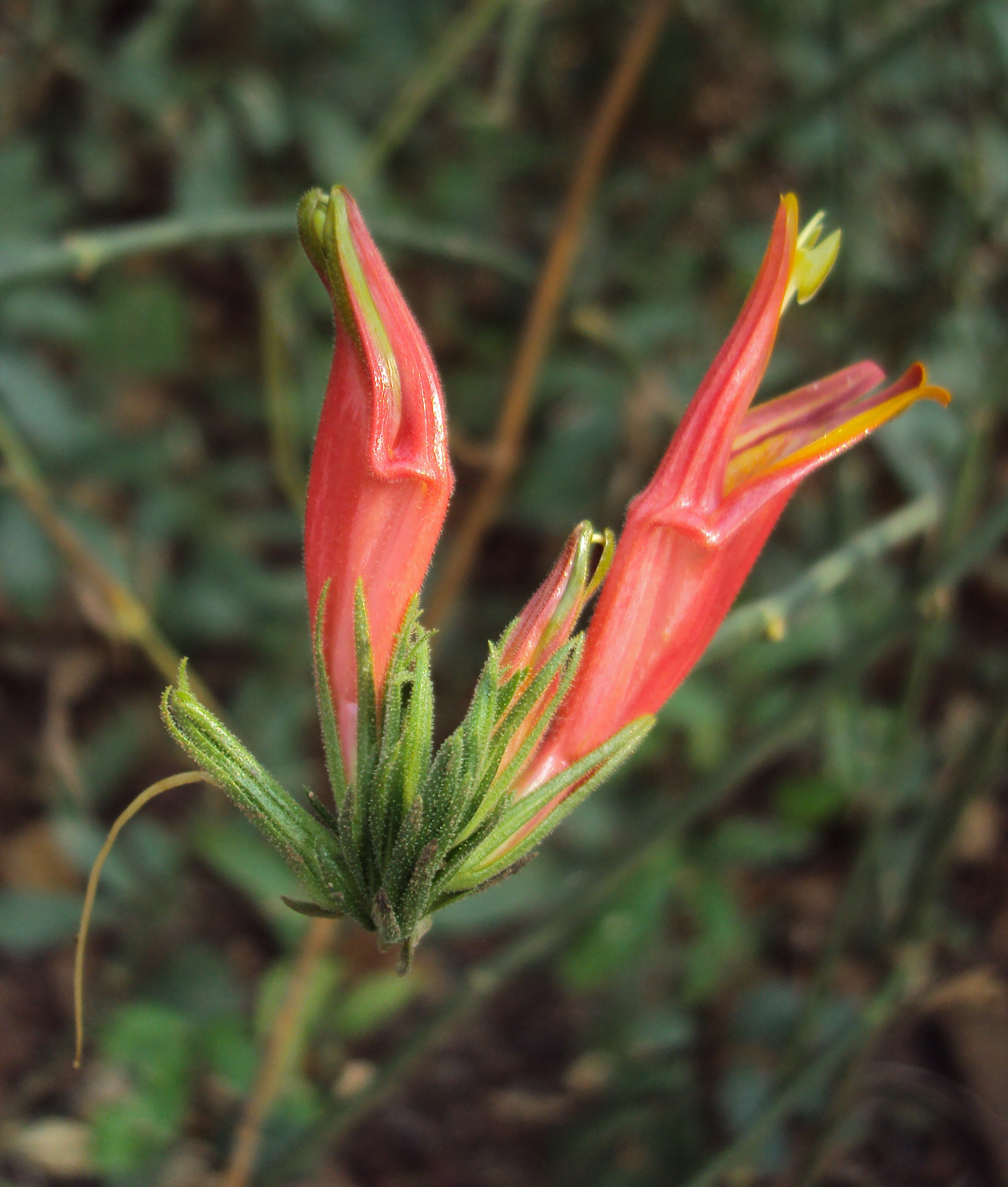
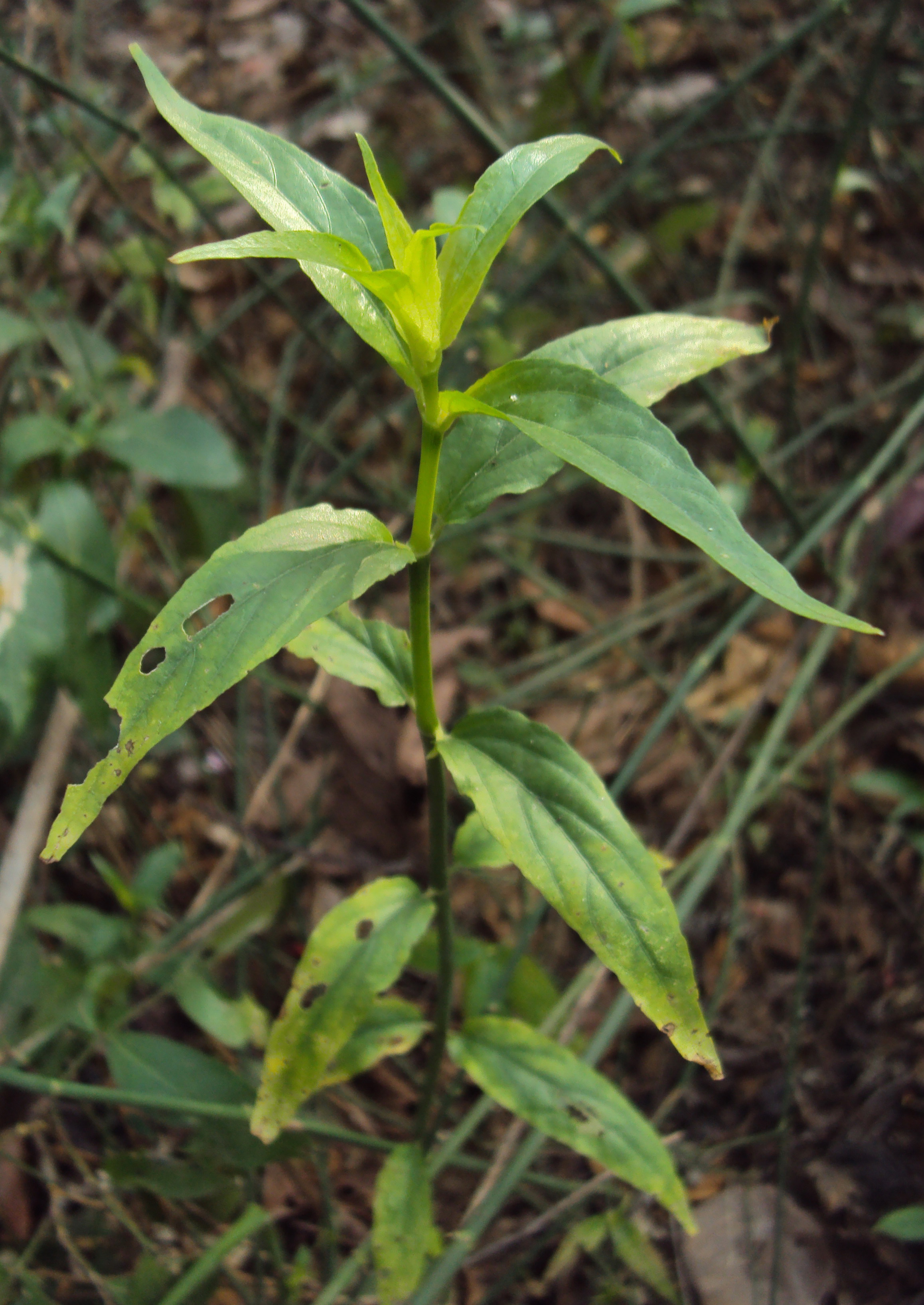